# يان ستيفنسون
يان ستيفنسون (بالإنجليزية: Ian Stevenson)‏ (و. 1918 – 2007 م) هو طبيب نفسي، ومتخصص في ما وراء علم النفس ‏، وأستاذ جامعي كندي، ولد في مونتريال، توفي في شارلوتسفيل، عن عمر يناهز 89 عاماً، بسبب ذات الرئة.
.

## التعليم
تعلم في جامعة سانت أندروز، وMcGill University Faculty of Medicine and Health Sciences ‏.